# Saint-Pierre-des-Bois
Saint-Pierre-des-Bois is een gemeente in het Franse departement Sarthe (regio Pays de la Loire) en telt 151 inwoners (1999). De plaats maakt deel uit van het arrondissement La Flèche.

## Geografie
De oppervlakte van Saint-Pierre-des-Bois bedraagt 7,7 km², de bevolkingsdichtheid is 19,6 inwoners per km².
De onderstaande kaart toont de ligging van Saint-Pierre-des-Bois met de belangrijkste infrastructuur en aangrenzende gemeenten.

## Demografie
Onderstaande figuur toont het verloop van het inwonertal (bron: INSEE-tellingen).

1. ↑  Populations de référence 2022.